# Cosiendo la vela
Cosiendo la vela es una pintura de Joaquín Sorolla. Es una de las obras valencianas del pintor, y que pertenece al costumbrismo marinero.

## Influencias
Gonzalo Salvá Simbor fue su maestro en sus años de formación y de él hereda el gusto por la pintura al aire libre y de pequeño formato, que éste a su vez adquirió de la escuela de Barbizon. Por otra parte, Ignacio Pinazo le inculcó el gusto por las escenas costumbristas valencianas. Sus viajes a París y sus visitas a los Salones lo pusieron en contacto con la pintura parisina pero también internacional. Aunque al principio no se mostró favorable al impresionismo, en concreto, hacia las pinceladas separadas y de pequeño tamaño, paulatinamente incluyó en sus obras modos impresionistas de utilizar el color.
La obra de Fortuny también influyó en Sorolla, en relación con el detallismo y el planteamiento lumínico.

## Análisis de la obra
La obra se inserta en la trayectoria del costumbrismo valenciano, cuyo pionero en la segunda mitad del siglo XIX es Bernardo Ferrándiz. El asunto está tratado de forma anecdótica,verosimilitud de la luz naturalista, y detallismo minucioso. Es una obra muy original en cuanto a composición, la vela ocupa la mayor parte del lienzo y su blancura se funde con el verde de la exuberante naturaleza. La luz se filtra a través de las hojas y flores, gran poder magnético de la luz. Pincelada larga y vigorosa. Varias jóvenes, un hombre con un sombrero de paja, una mujer sentada al fondo y un anciano que examina el trabajo cosen la vela para que todo esté a punto para los marineros. 
El público al principio no aceptó este cuadro ya que suponía un gran atrevimiento que el protagonista de la obra fuera la vela. El tema tratado no tiene una gran trascendencia, simplemente refleja la faena de una gente humilde en una playa levantina. Sin embargo, en un análisis más profundo se puede observar que la acción de coser la vela es una excusa que le sirve a Sorolla para demostrar su maestría en la representación de los efectos lumínicos y de colores.